# Edificio Carson
El edificio Carson (Almacenes Carson o Centro Sullivan, debido al nombre de su autor) es un edificio comercial construido en el centro económico de Chicago y diseñado por el arquitecto Louis Sullivan, perteneciente a la Escuela de Chicago, en el año 1899. Este edificio está declarado como Monumento Histórico Nacional en Estados Unidos.

## Arquitectura
El edificio fue realizado a finales del siglo XIX por la Escuela de Chicago, tras el gran incendio que esta ciudad sufrió en 1871, lo que obligó a realizar un Rascacielos, debido a la creciente especulación urbanística. El Centro Sullivan fue diseñado y realizado por Louis Sullivan en el nuevo estilo arquitectónico predominante a finales del siglo XIX, el  funcionalismo. El edificio tiene una planta rectangular y está construido con una estructura basada en el acero, recubierta esta con una fachada telón a modo de cristaleras, con vanos apaisados en la mayoría de la fachada excepto en el remate curvo de la esquina del edificio, que son verticales. En cuanto a la decoración y ornamentación, tenemos que destacar que es básicamente nula, ya que la máxima de este estilo era que la belleza estaba en el mismo edificio, pero sí tenemos que destacar los relieves de la puerta de entrada, con motivos vegetales que recuerdan al Modernismo y al Organicismo.